# Rony Martias
Rony Martias (Guadalupe, 4 de agosto de 1980) es un antiguo ciclista francés ya retirado. Debutó en 2003 y se retiró en 2013.

## Palmarés
2003
- Gran Premio de Plouay sub-23

2006
- 1 etapa del Tour de Picardie

2008
- Tour Ivoirien de la Paix
- 2 etapas de la Tropicale Amissa Bongo

## Resultados en Grandes Vueltas
| Carrera | Carrera         | 2003 | 2004 | 2005  | 2006 | 2007 | 2008 | 2009 | 2010 | 2011 | 2012 | 2013 |
| ------- | --------------- | ---- | ---- | ----- | ---- | ---- | ---- | ---- | ---- | ---- | ---- | ---- |
|         | Giro de Italia  | —    | —    | 141.º | —    | —    | —    | —    | —    | —    | —    | —    |
|         | Tour de Francia | —    | —    | —     | —    | —    | —    | —    | —    | —    | —    | —    |
|         | Vuelta a España | —    | —    | —     | Ab.  | Ab.  | —    | —    | —    | —    | —    | —    |

―: no participa

Ab.: abandono